# Fons Windhausen
Alphons Henricus Joseph (Fons) Windhausen (Roermond, 13 september 1901 – aldaar, 15 augustus 1973) was een Nederlands schilder, aquarellist en kunsthandelaar.

## Levensloop
Hij was een zoon van de schilder Albin Windhausen en zijn vrouw Clasina van Buchem. Zijn eerste opleiding kreeg hij van zijn vader in het familieatelier in Roermond. Vervolgens studeerde hij aan de Rijksakademie van beeldende kunsten in Amsterdam, waar hij les kreeg van Johannes Hendricus Jurres en Hendrik Jan Wolter. Later maakte hij studiereizen naar onder meer Italië. Van 22 april 1933 tot 30 maart 1934 woonde hij in Enschede. Van april tot november 1934 woonde hij tijdelijk in het huis van zijn vader in Roermond. Vervolgens woonde hij enige tijd in het nabijgelegen Thorn. In 1935 vestigde hij zich definitief in Roermond, waar hij lid was van de Midden-Limburgse Kunstkring Remunj '45. Ook had hij in Roermond een kunsthandel.

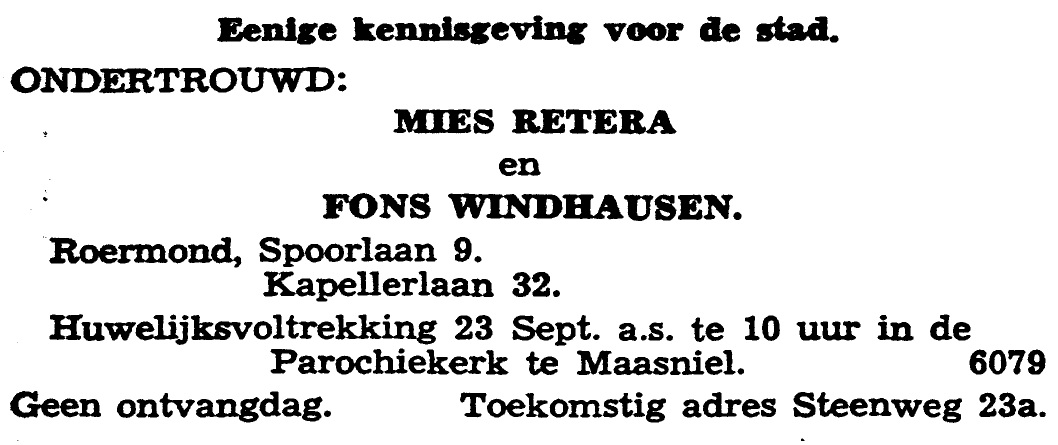
Huwelijksadvertentie Mies Retera en Fons Windhausen. Uit De Nieuwe Koerier, zaterdag 5 september 1936.

Tot 1940 schilderde Windhausen voornamelijk religieuze voorstellingen. Na de Tweede Wereldoorlog begon een nieuwe fase in zijn werk. In die periode schilderde hij voornamelijk stadsgezichten van het verwoeste Roermond, Limburgse landschappen en portretten. Religie verdween echter nooi helemaal uit zijn werk. Volgens het Dagblad voor Noord-Limburg van 2 maart 1950 kreeg Windhausen de opdracht een kruisweg te schilderen voor de Onze-Lieve-Vrouw-Geboortekerk in Kessel. Deze opdracht ging uiteindelijk naar Frans van den Berg. Op de tentoonstelling De generatie van 1900 die plaatsvond in 1980 in Museum van Bommel van Dam in Venlo was van Windhausen een kruiswegstatie opgenomen uit de jaren '60. Het is niet bekend of deze onderdeel is van een kruisweg.
Tussen 1955 en 1965 verbleef hij regelmatig in Luxemburg en Zuid-Frankrijk, waar hij landschappen tekende, die hij later uitwerkte in zijn atelier in Roermond. Na 1965 schilderde hij alleen nog in zijn atelier; voornamelijk stillevens en soms ook religieuze onderwerpen. Hij was leraar van de Maastrichtse schilder Guillaume Serpenti. Hij was getrouwd met Mies Retera (1912-1994). Hun dochter Margriet Windhausen is in Nieuw-Zeeland een gevraagd beeldhouwer en hun zoon Ward Windhausen is schilder en galeriehouder in Roermond. Kleindochter Miriam Windhausen is kunsthistoricus en werkzaam bij het Museum Arnhem.

## Werk
Tot zijn religieus werk behoren onder meer een kruisweg en enkele muurschilderingen in de Onze-Lieve-Vrouwekerk in Enschede (1931-1932) en een kruisweg voor de kerk van Onze-Lieve-Vrouw Onbevlekt Ontvangen in Mariaveld (1937-1939). Tot zijn landschappen en stadsgezichten behoren onder meer De verwoesting van Roermond (1945) en de Basiliek van Meerssen (1945) en tot zijn portretten dat van zijn dochter Mieke, zijn zoon Paul, Cesare Sportelli, de heilige Clemens Maria Hofbauer en de heilige Gerardus Majella.

## Stamboom
|                               |                               |                               |                               |                               |                               |  |  |                            |                            |                            |                            | Peter Heinrich Windhausen 1832-1903 |                            |  |  |                             |                             |                             |                             |                             |                             |  |  |                               |                               |                               |                               |                               |                               |  |  |  |  |  |  |  |  |  |  |  |  |  |  |  |  |  |  |  |  |  |  |  |  |  |  |
|                               |                               |                               |                               |                               |                               |  |  |                            |                            |                            |                            |                                     |                            |  |  |                             |                             |                             |                             |                             |                             |  |  |                               |                               |                               |                               |                               |                               |  |  |  |  |  |  |  |  |  |  |  |  |  |  |  |  |  |  |  |  |  |  |  |  |  |  |
|                               |                               |                               |                               |                               |                               |  |  |                            |                            |                            |                            |                                     |                            |  |  |                             |                             |                             |                             |                             |                             |  |  |                               |                               |                               |                               |                               |                               |  |  |  |  |  |  |  |  |  |  |  |  |  |  |  |  |  |  |  |  |  |  |  |  |  |  |
| Heinrich Windhausen 1857-1920 | Heinrich Windhausen 1857-1920 | Heinrich Windhausen 1857-1920 | Heinrich Windhausen 1857-1920 | Heinrich Windhausen 1857-1920 | Heinrich Windhausen 1857-1920 |  |  | Albin Windhausen 1863-1946 | Albin Windhausen 1863-1946 | Albin Windhausen 1863-1946 | Albin Windhausen 1863-1946 | Albin Windhausen 1863-1946          | Albin Windhausen 1863-1946 |  |  | Joseph Windhausen 1865-1936 | Joseph Windhausen 1865-1936 | Joseph Windhausen 1865-1936 | Joseph Windhausen 1865-1936 | Joseph Windhausen 1865-1936 | Joseph Windhausen 1865-1936 |  |  | Paul Windhausen sr. 1871-1944 | Paul Windhausen sr. 1871-1944 | Paul Windhausen sr. 1871-1944 | Paul Windhausen sr. 1871-1944 | Paul Windhausen sr. 1871-1944 | Paul Windhausen sr. 1871-1944 |  |  |  |  |  |  |  |  |  |  |  |  |  |  |  |  |  |  |  |  |  |  |  |  |  |  |
| Heinrich Windhausen 1857-1920 | Heinrich Windhausen 1857-1920 | Heinrich Windhausen 1857-1920 | Heinrich Windhausen 1857-1920 | Heinrich Windhausen 1857-1920 | Heinrich Windhausen 1857-1920 |  |  | Albin Windhausen 1863-1946 | Albin Windhausen 1863-1946 | Albin Windhausen 1863-1946 | Albin Windhausen 1863-1946 | Albin Windhausen 1863-1946          | Albin Windhausen 1863-1946 |  |  | Joseph Windhausen 1865-1936 | Joseph Windhausen 1865-1936 | Joseph Windhausen 1865-1936 | Joseph Windhausen 1865-1936 | Joseph Windhausen 1865-1936 | Joseph Windhausen 1865-1936 |  |  | Paul Windhausen sr. 1871-1944 | Paul Windhausen sr. 1871-1944 | Paul Windhausen sr. 1871-1944 | Paul Windhausen sr. 1871-1944 | Paul Windhausen sr. 1871-1944 | Paul Windhausen sr. 1871-1944 |  |  |  |  |  |  |  |  |  |  |  |  |  |  |  |  |  |  |  |  |  |  |  |  |  |  |
| Paul Windhausen 1892-1945     | Paul Windhausen 1892-1945     | Paul Windhausen 1892-1945     | Paul Windhausen 1892-1945     | Paul Windhausen 1892-1945     | Paul Windhausen 1892-1945     |  |  | Fons Windhausen 1901-1973  | Fons Windhausen 1901-1973  | Fons Windhausen 1901-1973  | Fons Windhausen 1901-1973  | Fons Windhausen 1901-1973           | Fons Windhausen 1901-1973  |  |  |                             |                             |                             |                             |                             |                             |  |  | Paul Windhausen jr. 1903-1944 | Paul Windhausen jr. 1903-1944 | Paul Windhausen jr. 1903-1944 | Paul Windhausen jr. 1903-1944 | Paul Windhausen jr. 1903-1944 | Paul Windhausen jr. 1903-1944 |  |  |  |  |  |  |  |  |  |  |  |  |  |  |  |  |  |  |  |  |  |  |  |  |  |  |
| Paul Windhausen 1892-1945     | Paul Windhausen 1892-1945     | Paul Windhausen 1892-1945     | Paul Windhausen 1892-1945     | Paul Windhausen 1892-1945     | Paul Windhausen 1892-1945     |  |  | Fons Windhausen 1901-1973  | Fons Windhausen 1901-1973  | Fons Windhausen 1901-1973  | Fons Windhausen 1901-1973  | Fons Windhausen 1901-1973           | Fons Windhausen 1901-1973  |  |  |                             |                             |                             |                             |                             |                             |  |  | Paul Windhausen jr. 1903-1944 | Paul Windhausen jr. 1903-1944 | Paul Windhausen jr. 1903-1944 | Paul Windhausen jr. 1903-1944 | Paul Windhausen jr. 1903-1944 | Paul Windhausen jr. 1903-1944 |  |  |  |  |  |  |  |  |  |  |  |  |  |  |  |  |  |  |  |  |  |  |  |  |  |  |
|                               |                               |                               |                               |                               |                               |  |  |                            |                            |                            |                            |                                     |                            |  |  |                             |                             |                             |                             |                             |                             |  |  |                               |                               |                               |                               |                               |                               |  |  |  |  |  |  |  |  |  |  |  |  |  |  |  |  |  |  |  |  |  |  |  |  |  |  |
| Albin Windhausen 1937         | Albin Windhausen 1937         | Albin Windhausen 1937         | Albin Windhausen 1937         | Albin Windhausen 1937         | Albin Windhausen 1937         |  |  | Margriet Windhausen 1942   | Margriet Windhausen 1942   | Margriet Windhausen 1942   | Margriet Windhausen 1942   | Margriet Windhausen 1942            | Margriet Windhausen 1942   |  |  | Ward Windhausen 1949        | Ward Windhausen 1949        | Ward Windhausen 1949        | Ward Windhausen 1949        | Ward Windhausen 1949        | Ward Windhausen 1949        |  |  |                               |                               |                               |                               |                               |                               |  |  |  |  |  |  |  |  |  |  |  |  |  |  |  |  |  |  |  |  |  |  |  |  |  |  |
| Albin Windhausen 1937         | Albin Windhausen 1937         | Albin Windhausen 1937         | Albin Windhausen 1937         | Albin Windhausen 1937         | Albin Windhausen 1937         |  |  | Margriet Windhausen 1942   | Margriet Windhausen 1942   | Margriet Windhausen 1942   | Margriet Windhausen 1942   | Margriet Windhausen 1942            | Margriet Windhausen 1942   |  |  | Ward Windhausen 1949        | Ward Windhausen 1949        | Ward Windhausen 1949        | Ward Windhausen 1949        | Ward Windhausen 1949        | Ward Windhausen 1949        |  |  |                               |                               |                               |                               |                               |                               |  |  |  |  |  |  |  |  |  |  |  |  |  |  |  |  |  |  |  |  |  |  |  |  |  |  |
| Miriam Windhausen             |                               |                               |                               |                               |                               |  |  |                            |                            |                            |                            |                                     |                            |  |  |                             |                             |                             |                             |                             |                             |  |  |                               |                               |                               |                               |                               |                               |  |  |  |  |  |  |  |  |  |  |  |  |  |  |  |  |  |  |  |  |  |  |  |  |  |  |